# Notylia panamensis
Notylia panamensis är en orkidéart som beskrevs av Oakes Ames. Notylia panamensis ingår i släktet Notylia och familjen orkidéer.
Artens utbredningsområde är Panamá. Inga underarter finns listade i Catalogue of Life.